# 横浜山手中華学校
横浜山手中華学校（よこはまやまてちゅうかがっこう、簡体字中国語: 横滨山手中华学校）は、学校法人横浜山手中華学園が運営する神奈川県横浜市中区にある中華人民共和国系の中華学校である。

## 概要
- 小学部では理科・社会以外は中国語で授業を行い、中学部は中国語（北京語）以外の一般の教科は日本語で行う。卒業後は日本の高校への進学者が多い。
- 華僑のほか中華系をルーツにしない日本人生徒も、国際感覚を身につけさせたいという保護者の希望で在籍している。

## 沿革
- 1898年 孫文、梁啓超らの呼びかけにより横浜大同学校として開校

　　　　以降、清朝改革派の国外拠点となる。
- 1924年 中華公立小学校と改称
- 1946年 横浜中華小学校と改称
- 1947年 幼稚部と中学部を設置し横浜中華学校と改称
- 1952年 中華人民共和国を支持する者が中華民国支持者と分裂、校舎施設は中華民国支持者側が継承（後の横浜中華学院となる）
- 1953年 新たな校舎を山手地区に設置
- 1957年 現校名となる
- 1966年 12月27日、学校教育法による学校法人と各種学校の認可
- 1967年 高等部を設置
- 1982年 高等部を廃止
- 2008年 中華人民共和国国家主席胡錦濤が中華学校を訪問

## 設置課程
- 中学部
- 小学部
- 熊猫（パンダ）幼稚園

## 生徒数
- 約520人

　だが新校舎建設に伴うクラス増加により、2016年度は750名を越す予定である。

## 日本人入学志願者
本校にも日本人入学希望者は多数存在するが、あくまでも華僑教育を重要視しているため、華僑子弟や卒業生子弟、在校生
弟妹、或いは同学園の幼稚園年長組が優先的に入学でき、日本人子弟は入学定員を超えると募集されないなど、狭き門となっている。
同校は学校教育法上一条校ではなく各種学校（第134条）であるため、資金面で難があり（教育補助金等）、大規模な校舎の増改築などをすることが出来ない。これが、入学志願者が増加しても入学定員を増やせない原因の一つであるともいわれる。

## 所在地
- 〒231-0024　横浜市中区吉浜町2-66

## 関連文献
- 有澤知乃「（研究ノート）中華学校における音楽教育 : 横浜山手中華学校と横浜中華学院を事例として」『東京学芸大学紀要. 人文社会科学系. II』第66巻、東京学芸大学学術情報委員会、2015年1月、205-215頁、CRID 1050851418970388224、hdl:2309/137691、ISSN 1880-4322。
- 馬場裕子「大陸系中華学校による国際化・多文化化への試み / 横浜山手中華学校と神戸中華同文学校を事例に」『Core Ethics : コア・エシックス』第10巻、立命館大学大学院先端総合学術研究科、2014年、203-214頁、CRID 1390290699863689344、doi:10.34382/00005623、hdl:10367/5454、ISSN 1880-0467、NAID 110009785501。
- 王キン (Wang Xin)「日本における華僑学校の変遷とその地域的特徴 : 神戸中華同文学校と横浜山手中華学校を中心に」『教育実践学論集』第10巻、2009年3月、125-133頁、CRID 1050845760795983744、hdl:10132/2566、ISSN 13455184。
- 黄丹青「日本における中華学校のバイリンガル教育実践に関する一考察:横浜山手中華学校を事例として」『国立教育政策研究所紀要』第134巻、国立教育政策研究所、2005年3月、143-154頁、CRID 1050001337636270208、ISSN 13468618、NAID 120005605772。

Not available online:
- 清水谷(宍戸)佳織「新刊紹介 横浜山手中華学園編『横浜山手中華学校百年校志 1898～2004』」『華僑華人研究』第3号、日本華僑華人学会、2006年、49-52頁、CRID 1522825130559115648、ISSN 18805582、NAID 40015350268。
  - 横滨山手中华学校百年校志编辑委员会『横滨山手中华学校百年校志 : 1898〜2004』横滨山手中华学园、2005年。全国書誌番号:20989141。
- 潘 民生. "横浜山手中華学校の過去、現在、未来 (特集 華人とは誰か : 教育とアイデンティティ)."  華僑華人研究 (8), 55-61, 2011. 日本華僑華人学会. See profile at CiNii.
- 潘 民夫. "中日の文化と言語を教え両国の架け橋となる子どもたちを育てる--横浜山手中華学校 (特集 世界が見える日本の外国人学校)." 国際人流. 22(11), 11-14, 2009-11. 入管協会. See profile at CiNii.
- "創価学会が「(横浜)山手中華学校」を救う「深謀遠慮」 (激戦ワイド 「レッドクリフ」を越えて)." 週刊文春 50(47), 36-37, 2008-12-04. 文芸春秋. See profile at CiNii.
- 藤原 智美. "教育シリーズ 第17弾 公教育を捨て「横浜山手中華学校」に進学を決断した親の本音とは 「二割は日本人生徒」中華学校の過熱人気." プレジデント (President). 43(19), 148-153, 2005-10-03. プレジデント社. See profile at CiNii.